# Otto Bauer
Otto Bauer (Viena, Imperi Austrohongarès, 5 de setembre de 1881 - París, 4 de juliol de 1938) fou un polític, ministre d'Afers Exteriors d'Àustria i membre del Partit Socialdemòcrata d'Àustria. Les seves aportacions teòriques en el camp de l'economia, la sociologia i la política van inspirar bona part del moviment obrer austríac i alemany i van plantejar reflexions poderoses a favor de l'autodeterminació.

## Biografia
Desenvolupà una tasca teòrica important i és inclòs dins del corrent de l'austromarxisme. La seva obra més important és La qüestió de les nacionalitats i la socialdemocràcia (1907). En aquest assaig desenvolupà una integració del socialisme i el nacionalisme, definint la nació com una col·lectivitat unida per una comunitat de destí en una comunitat de caràcter. Aquesta definició seria reivindicativa posteriorment per Enric Prat de la Riba i, més tard per José Antonio Primo de Rivera que, basant-se en ella, definiria Espanya com «una unitat de destí en l'universal».

## Obra publicada
- Die Nationalitätenfrage und die Sozialdemokratie, Wien 1907.
- Die Sozialisierungsaktion im ersten Jahre der Republik, Wien 1919.
- Der Weg zum Sozialismus, Berlin 1919.
- Bolschewismus oder Sozialdemokratie?, Wien 1920.
- Die österreichische Revolution, Wien 1923.
- Die Nationalitätenfrage und die Sozialdemokratie, Wien 1924.
- Der Kampf um Wald und Weide, Wien 1925.
- Sozialdemokratische Agrarpolitik, Wien 1926.
- Sozialdemokratie, Religion und Kirche, Wien 1927.
- Kapitalismus und Sozialismus nach dem Weltkrieg, Berlin 1931.
- Der Aufstand der österreichischen Arbeiter. Seine Ursachen und seine Wirkungen, Prag 1934.
- Zwischen zwei Weltkriegen? Die Krise der Weltwirtschaft, der Demokratie und des Sozialismus, Prag 1936.
- Karl Marx: Der 18. Brumaire des Louis Bonaparte. Vorwort von Otto Bauer. Eugen Prager, Bratislava 1936.
- Die illegale Partei, Paris 1939. (pòstuma)